# Schitu Stavnic
Schitu Stavnic – wieś w Rumunii, w okręgu Jassy, w gminie Voinești. W 2011 roku liczyła 577 mieszkańców.